# Musa Sillah
Musa Hassan Sillah (* im 20. Jahrhundert) ist ein gambischer Ökonom und Politiker.

## Leben
Sillah besuchte ab 1982 bis 1984 in Frankreich die Universität der Franche-Comté in Besançon und studierte Wirtschaft. An der Université Lumière Lyon 2 erwarb er den Bachelor-Abschluss Bachelor of Economics (BSc Econs) (bis 1985). Anschließend erwarb er in Währungsökonomie, Bank- und Finanzwesen den Master of Economics (MSc. Econs) (bis 1986). Von 1989 bis 1990 besuchte er die University of Paris I: Panthéon-Sorbonne und erwarb im Fach Entwicklungswirtschaft das Diplom der Sup. Spezialisiert (Diplôme d'Etudes Sup. Spécialisées). 1989 bis 1990 besuchte er in Paris auch das  Internationale Institut für öffentliche Verwaltung.
Ab 1987 war Sillah als Ökonom in der gambischen Zentralbank tätig. Im Januar 1999 wurde er von Yahya Jammeh als Handels-, Industrie- und Beschäftigungsminister (englisch Secretary of State for Trade, Industry and Employment) berufen. Dieses Amt behielt er bis Dezember 2002.
Als Direktor der Abteilung Afrika und Lateinamerika der Islamic Development Bank (IsDB) ist Sillah ab Juli 2005 tätig.